# Konstantinos Demertzis

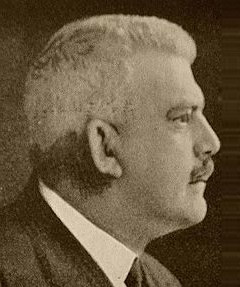
Konstantinos Demertzis

Konstantinos Demertzis (griechisch Κωνσταντίνος Δεμερτζής; * 1876 in Athen; † 12. April 1936 ebenda) war ein griechischer Politiker und Ministerpräsident.
Demertzis studierte Rechtswissenschaften an der Nationalen und Kapodistrias-Universität Athen und an der Ludwig-Maximilians-Universität München. 1928 wurde er zum Professor für Familienrecht an die Rechtswissenschaftliche Fakultät der Universität von Athen berufen.
Seine politische Laufbahn begann er 1910 mit der Wahl zum Abgeordneten der Nationalversammlung (Voulí ton Ellínon). 1924 gründete er die Vereinigte Fortschrittspartei (EPK).
Am 30. November 1935 wurde er Ministerpräsident. Dieses Amt übte er bis zu seinem Tod durch Herzinfarkt am 12. April 1936 aus. Während seiner Amtszeit war er Außenminister sowie zeitweise auch Kriegs- und Marineminister.

## Biographische Quellen und Hintergrundinformationen
- Wahlergebnisse 1920–1936 (Memento vom 4. Februar 2012 im Internet Archive)
- Ministerliste der Regierungen 1924–1946 (Memento vom 20. Dezember 2007 im Internet Archive)